# Sunflowers
Sunflowers fou un grup de pop-rock alternatiu mallorquí de finals del segle xx i principis del XXI.
L'origen del grup és el desembre del 1996, quan els quatre membres d'una banda coneixen Adela Peraita en un concurs musical i decideixen que sigui la cantant del grup.
El seu primer treball de llarga duració va ser Inside Out, després d'haver-se autoeditat el seu primer single i el seu primer ep de quatre cançons.
L'any 1999 van arribar al capdamunt de Los 40 amb la cançó Happy Birthday i van rebre el premi Importantes de Diario de Mallorca. L'any 2000 van publicar el seu segon treball, Homework

## Components
- Ángelo Borràs: guitarra i teclats[3]
- Chicho Andreu: guitarra
- Mané Capilla: bateria
- Rafael Rigo: baix
- Adela Peraita: Veu

## Discografia[5]
- 1998 Inside Out
- 2000 Homework